# The best of volume 1
The best of volume 1  je peti album (kompilacija) hrvatskog glazbenog sastava Colonia koji sadrži 16 pjesama. Objavljen je 2002. godine.

## Popis pjesama
1. "Nek' vatre gore sve"
2. "Sve oko mene je grijeh"
3. "Vatra i led"
4. "Dio nje"
5. "Red light zone"
6. "U ritmu ljubavi"
7. "Lady blue"
8. "Ti"
9. "Njeno ime ne zovi u snu"
10. "Ljubav ne stanuje tu"
11. "Dok je tebe i ljubavi"
12. "Budi mi zbogom"
13. "Deja vu"
14. "Ti da bu di bu da"
15. "Za tvoje snene oči"
16. "Svijet voli pobjednike "